# Могойтуй (Акшинский район)
Могойтуй (бур. Могойто - змеиное место) — село в Акшинском районе Забайкальского края России. Административный центр и единственный населённый пункт сельского поселения «Могойтуйское».

## География
Село находится в северо-восточной части района, преимущественно на правом берегу реки Могойтуй (приток Онона), на расстоянии примерно 37 километров (по прямой) к северо-востоку от села Акши. Абсолютная высота — 711 метров над уровнем моря.
Климат
Климат характеризуется как резко континентальный с продолжительной холодной зимой и сравнительно тёплым летом. Средняя температура воздуха самого холодного месяца (января) составляет −22,7 °C; средняя температура самого тёплого месяца (июля) — 38 °C. Среднегодовое количество атмосферных осадков составляет 350—410 мм. Большая часть осадков (до 85 %) выпадает в течение тёплого сезона. Продолжительность безморозного периода составляет от 85 до 100 дней в году.
Часовой пояс
Село Могойтуй находится в часовой зоне МСК+6. Смещение применяемого времени относительно UTC составляет +9:00.

## История
Основано в 1770 году. С 1851 посёлок Забайкальского казачьего войска. В период с 1872 по 1918 годы являлось центром станицы Могойтуевской Второго военного отдела".

## Население
| 1989 | 2002  | 2010 | 2012    | 2013 | 2014 | 2015 |
| ---- | ----- | ---- | ------- | ---- | ---- | ---- |
| 1223 | ↘1006 | ↘844 | ↗10 759 | ↘671 | ↘592 | ↗599 |
| 2016 | 2017  | 2018 | 2019    | 2020 | 2021 |      |
| ↘565 | ↘540  | ↘516 | ↘514    | ↘464 | ↗637 |      |

Половой состав
По данным Всероссийской переписи населения 2010 года в гендерной структуре населения мужчины составляли 47,3 %, женщины — соответственно 52,7 %.
Национальный состав
Согласно результатам переписи 2002 года, в национальной структуре населения русские составляли 98 %.

## Инфраструктура
В селе функционируют средняя общеобразовательная школа, детский сад, фельдшерско-акушерский пункт, дом культуры и библиотека.

## Достопримечательности
В Могойтуйе находится памятник односельчанам, погибшим в годы Великой Отечественной войны.

## Улицы
Уличная сеть села состоит из девяти улиц.